# Quiksilver
Quiksilver, Inc. (производное от англ. quicksilver — ртуть) — компания, являющаяся одним из крупнейших производителей обуви, одежды и аксессуаров для серфинга, сноубординга, скейтбординга и схожих видов спорта. Основана Аланом Грином (англ. Alan Green) в 1969 году в Торки, штат Виктория, Австралия. Ныне головной офис базируется в Хантингтон-Бич, Калифорния, США.
Логотип компании был создан Аланом Грином под впечатлением от гравюры «Большая волна в Канагаве» японского художника Кацусики Хокусая.
Компания также выпускает линию одежды для молодых женщин под брендом «Roxy». Другими брендами, принадлежащими Quiksilver Inc. являются «DC Shoes» и «Hawk». Кроме того, компания выпускает линию одежды более высокого класса под брендом «Quiksilver Edition».
В апреле 2023 года, Authentic Brands Group объявила о приобретении материнской компании бренда — Boardriders, Inc. за 1,25 млрд долларов. Помимо самой Quiksilver и ее дочерних компаний, в сделку также вошли Billabong, RVCA, Element, Von Zipper и Honolua.

## Галерея

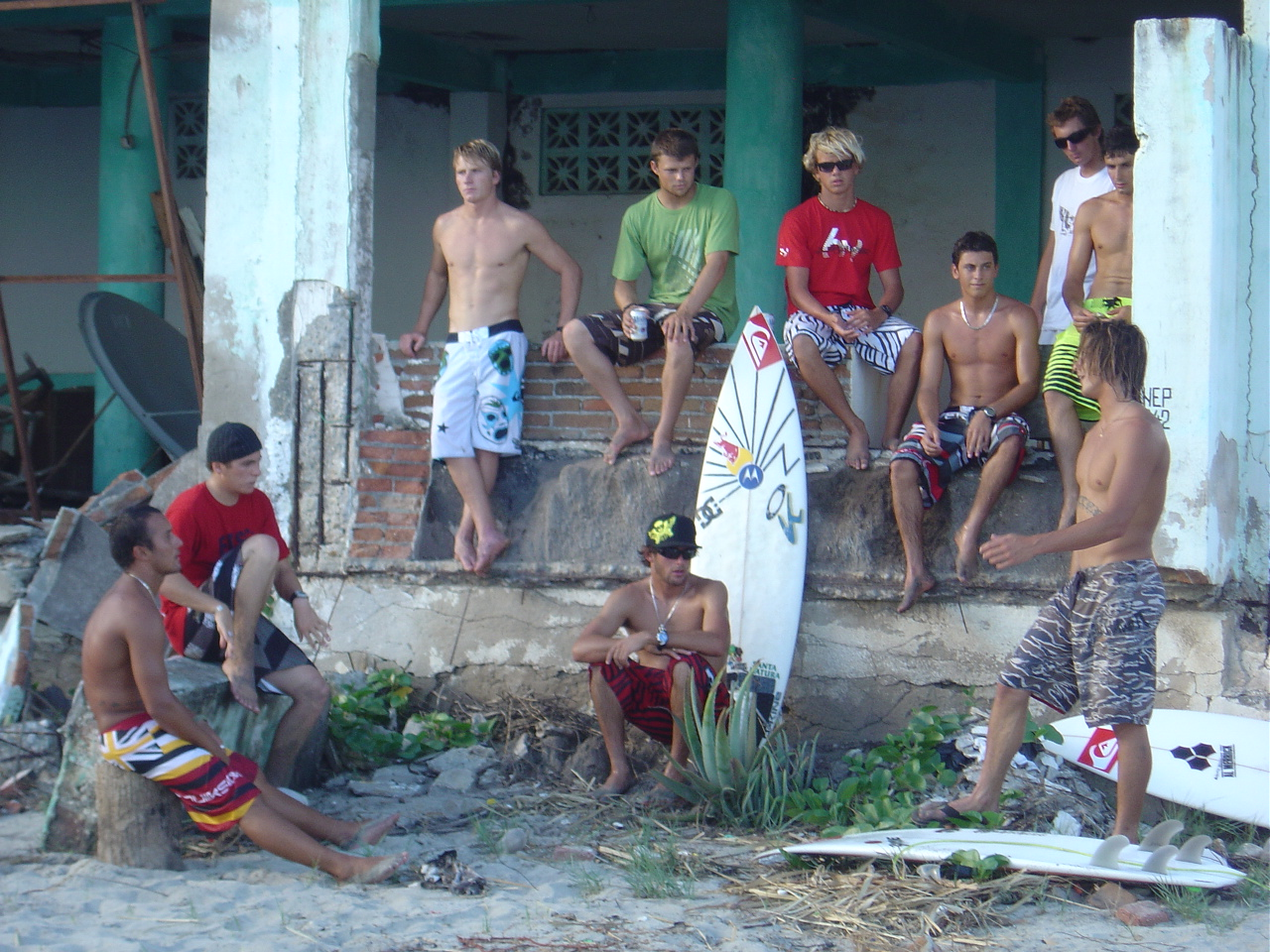
Сёрферы в шортах Quiksilver
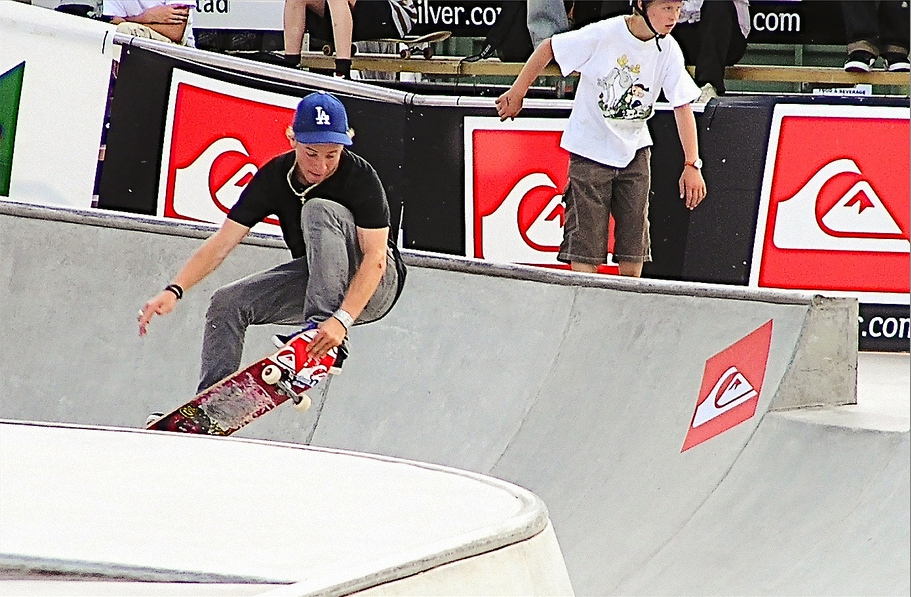
Скейтбордист на Quiksilver Bowlriders 2007
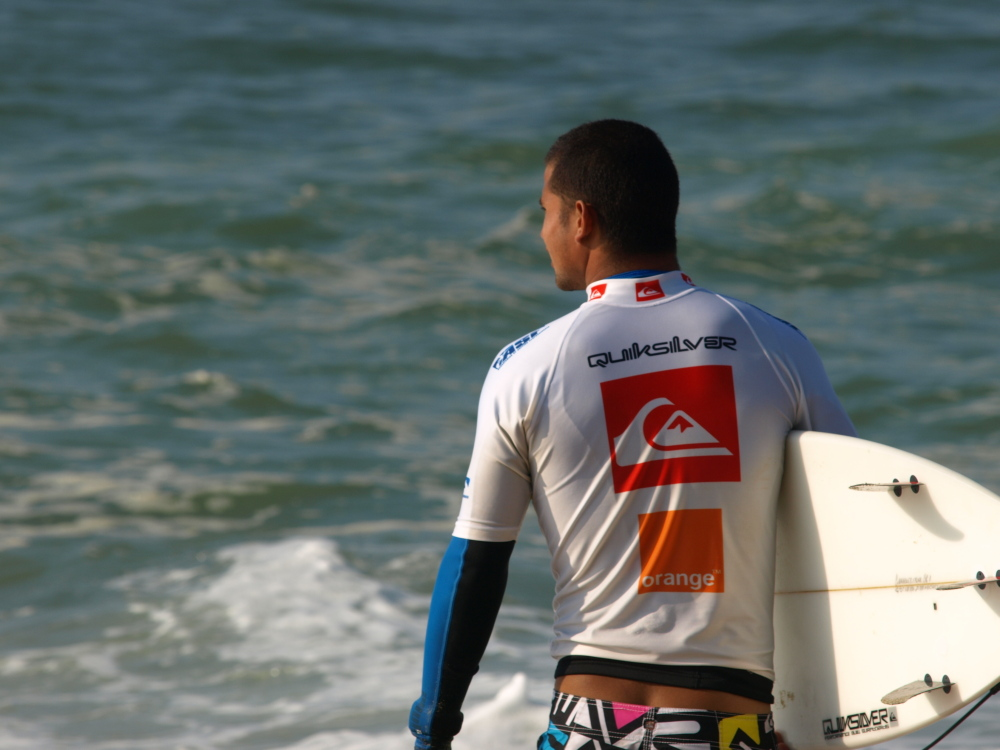
Сёрфер в футболке Quiksilver
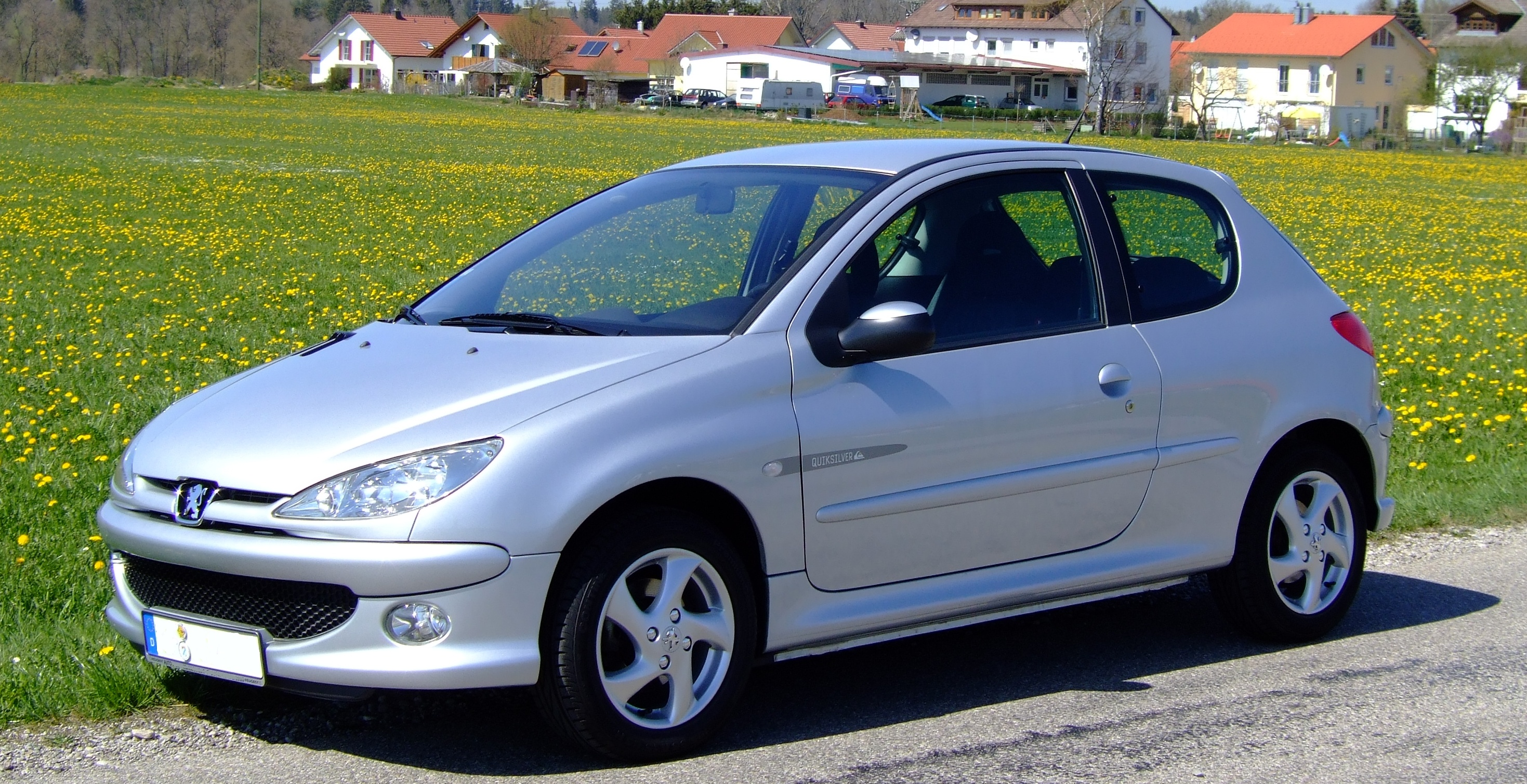
Peugeot 206 Quiksilver 90 (vintage 2004)
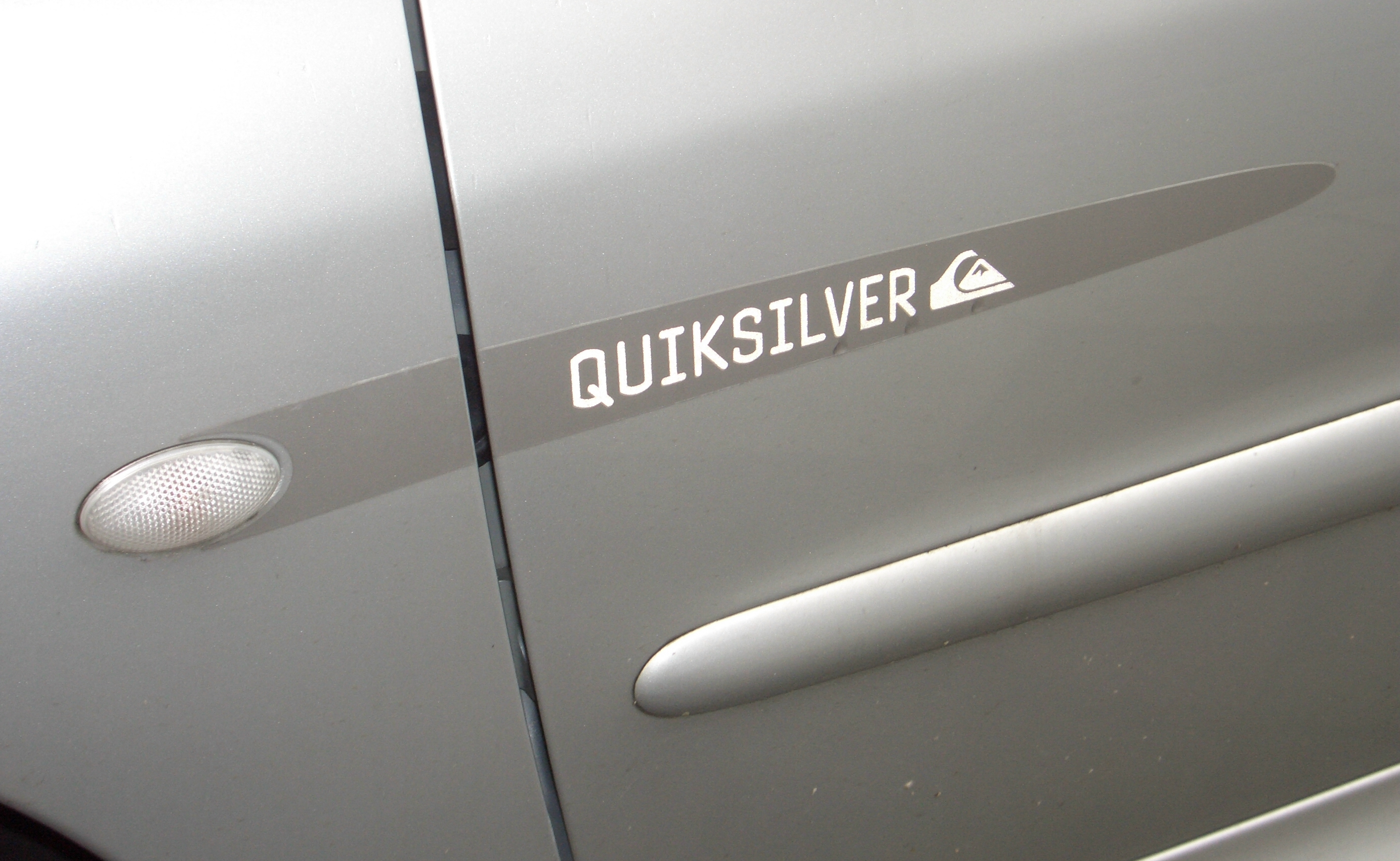
Левая дверь Peugeot 206 Quiksilver 90